# Że życie ma sens (album)
Że życie ma sens – pierwszy album studyjny polskiego rapera Z.B.U.K.A. Wydawnictwo ukazało się 16 października 2013 roku nakładem wytwórni muzycznej Step Records. Produkcji nagrań podjęli się Poszwixxx, Bob Air, Młody MD, DNA, PBH, Karaś, Eljot, KPSN i Udar. Z kolei wśród gości znaleźli się m.in. Rover, Bezczel i Bonson.
Nagrania dotarły do 18. miejsca zestawienia OLiS. Album osiągnął status złotej płyty 14 stycznia 2015 roku.

## Lista utworów
Opracowano na podstawie materiału źródłowego.
1. „Siema brat” (produkcja: Folku, scratche: DJ Danek) – 5:09
2. „HH rewolucja” (produkcja: Nitro) – 3:29
3. „Torreador bitów” (produkcja: Poszwixxx) – 3:38
4. „To więcej niż muzyka” (produkcja: Karaś, gościnnie: Rover) – 4:10
5. „Że życie ma sens” (produkcja: Er6or) – 3:50
6. „Hip hop champions” (produkcja: PBH, scratche: DJ Element, gościnnie: Leszek) – 3:38
7. „Dupy kumple blanty rap” (produkcja: Karaś, gościnnie: Bezczel, Bonson) – 4:56
8. „Skurwysyny” (produkcja: DNA, scratche: DJ Danek) – 3:24
9. „Towar poszedł w obieg” (produkcja: Młody MD) – 3:39
10. „Pozostały wspomnienia” (produkcja: Udar, gościnnie: Efter) – 3:29
11. „Zaczarowane bębny” (produkcja: KPSN) – 3:47
12. „Czuję to” (produkcja: DNA) – 4:14
13. „Miliony słów” (produkcja: EljotSounds, scratche: DJ Hard Cut, gościnnie: Jopel) – 3:53
14. „Chcę żyć” (produkcja: DNA) – 4:14
15. „Witam cię w Polsce” (Bob Air Remix, produkcja: Bob Air) – 4:21